# Dead Block
Dead Block est un jeu vidéo d'action de type beat them all - tower defense développé par Candygun Games et édité par Digital Reality. Le jeu est disponible sur les plates-forme de téléchargement PlayStation Store, Xbox Live Arcade et sur le web pour le PC depuis l'été 2011.

## Synopsis
Nous sommes dans les années 50. Tout droit sorti des flammes de l'enfer, le rock'n'roll endiablé réveille les morts et les transforme en une armée de zombies !
Trois survivants, Jack Foster, ouvrier du bâtiment, Foxy Jones, contractuelle de son état, et Mike Bacon, scout à l'appétit d'ogre, forment une improbable alliance pour se protéger des envahisseurs morts-vivants. Réfugiés dans des bâtiments abandonnés, ils érigent des barricades, tendent des pièges et... ont parfois recours aux armes.

## Système de jeu

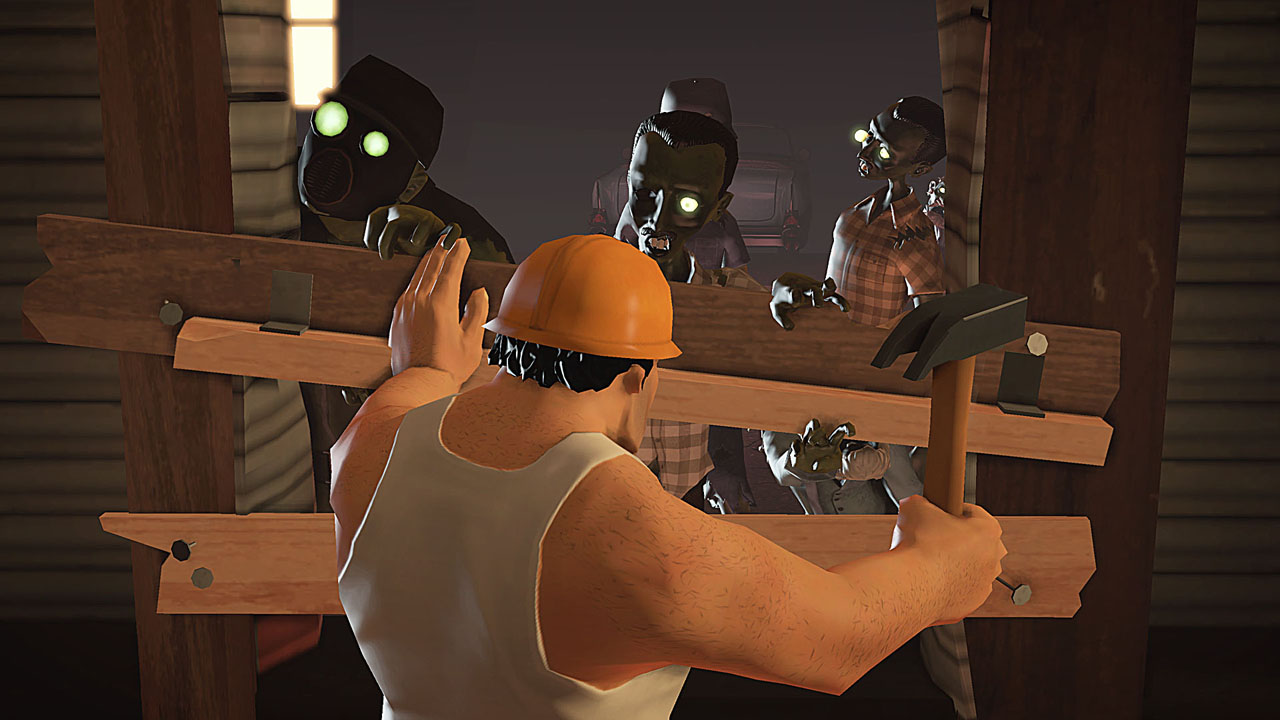
Capture d'écran